# O2 Czech Republic
O2 Czech Republic (anciennement Český Telecom, a.s.) est la plus grande entreprise tchèque de télécommunications, appartenant à la firme PPF. Elle sert 4,2 millions de lignes fixes, et est aussi un fournisseur d'accès à Internet leader avec 480 000 abonnés à Internet. Elle détient également 51 % de Eurotel Praha, la première entreprise tchèque en téléphonie mobile (3,2 millions de clients).

## Historique
Telefónica a acquis Český Telecom en 2005 et rebaptisé l'ensemble formé par Český Telecom et sa filiale Eurotel en Telefónica O2 Czech Republic au 1er juillet 2006.
Le 12 septembre 2012, Disney signe avec Telefónica, seul fournisseur internet tchèque un accord de vidéo à la demande.
En novembre 2013, Telefónica vend ses activités en République tchèque pour 2,47 milliards d'euros au groupe PPF, dans le but de se désendetter et de se concentrer sur les marchés italiens et brésiliens.